# Срам (хрватска ТВ серија)
Срам је хрватска телевизијска серија настала по узору на истоимену норвешку серију. Премијера је приказана 27. октобра 2024.

## Радња
Прати животе групе средњошколаца и истражује свакодневна питања тинејџерског живота, као што су њихова пријатељства, љубавне везе и ментално здравље. Радња серије одвија се у Загребу, а главни јунаци похађају Природословну школу Владимира Прелога.
Прва сезона се бави 16-годишњом Евом, њеним дечком Јаковом и њиховим пријатељима. Ева је нова ученица у школи, а недавно је прекинула пријатељство са Саром, са којом се суочава на журци у првој епизоди.

## Улоге
| Глумац           | Улога              |
| ---------------- | ------------------ |
| Луција Станковић | Ева Шиловић        |
| Јагор Катичић    | Јаков              |
| Борна Шимунек    | Ловро              |
| Гита Хајдар      | Нора Кларичћ Селем |
| Стела Корман     | Ника „Никс”        |
| Лаура Барбић     | Тина               |
| Северина Лајтман | Ванеса             |
| Роан Вижитин     | Никола „Никс”      |
| Тин Лекић        | Роко Марић         |
| Клара Шуњић      | Сара Норшић        |